# 須田貴司
須田 貴司（すだ たかし）は、日本の医学者。金沢大学教授。専門は、免疫学、癌研究。

## 来歴・人物
1982年、埼玉大学理学部生化学科卒業。1988年、大阪大学大学院医学研究科博士後期課程修了。医学博士（大阪大学）。1992年、大阪バイオサイエンス研究所研究員。1995年、同研究所研究副部長を経て、金沢大学がん研究所教授。

## 著書・論文

### 著書
- 『アポトーシスがわかる』（羊土社、2001年）
- 『細胞の誕生と死』（共立出版、2001年）
- 『T細胞系の免疫学 第3版』（中外医薬社、1997年）

### 論文
- 「パイロトーシス  -新しいネクローシス様プログラム細胞死」（医学のあゆみ 246(5), 432-437, 2013）
- 「Fasリガンドによるアポトーシスと炎症と癌」（癌と人 32, 28-29, 2005）
- 「Fasリガンドによる炎症惹起とその機序」（梅村正幸・須田貴司）（臨床免疫 43(3), 334-337, 2005）
- 「アポトーシスの生理的 病理的意義」（日本臨床 63, 395-400, 2005）
- PYPAF3, a PYRIN-containing APAF-1-like protein , is a feedback regulator of caspase-1-dependent interleukin-1b secretion (J. Biol. Chem., 280/ 23, 21720-21725, 2005)
- Different procarcinogenic potencials of lymphocyte subsets in a transgenic mouse model of chronic hepatitis B (Cancer Res., 64/9, 3326-3333, 2004)
- PYNOD, a novel Apaf-1/CED4-like protein is an inhibitor of ASC and caspase-1 (Int. Immunol., 16/, 777-786, 2004)
- Involvement of IL-17 in Fas ligand-induced inflammation (Int Immunol., 16/, 1099-1108, 2004)
- 「Fasリガンド中和抗体の臨床応用に向けた基礎研究」（細胞 35(14), 550-552, 2003）
- Prevention of Hepatocelluler Carcinoma (J. Exp. Med., 196/8, 1105-1111, 2002)
- 「Fasリガンドによるアポトーシスと炎症の分子機構」（蛋白質核酸酵素 44(10), 1477-1486, 1999）
- 「免疫とアポトーシス」（遺伝子医学 3(1), 101-108, 1999）
- Caspase 1-independent IL-1beta release and inflammation induced (Nature Med., 4/, 1287-1292, 1998)
- Membrane Fas ligand kills human peripheral blood T lymphocytes (J. Exp. Med., 186/, 2045-2050, 1997)
- Fas ligand in human serum (Nat. Med., 2/3, 317-322, 1996)
- 「Fas/Fasリガンド系の機能異常による自己寛容破綻のメカニズム」（モレキュラ-メディシン 32(12), p1260-1266, 1995）
- Generalized lymphoproliferative disease in mice (Cell, 76/, 969-976, 1994)
- Molecular cloning and expression of the Fas ligand :a novel member of (Cell, 75/, 1169-1178, 1993)
- 「免疫応答修飾における肝の役割  -静脈内移入されたNeuraminidase処理アロリンパ球の肝への選択的集積とその抗アロ免疫寛容誘導における免疫生物学的意義」（堀誠司・須田貴司・佐野栄紀・濱岡利之・藤原大美・立石紀子）（千葉医学雑誌 65(1), 44, 1989）

## 受賞等
- 1996年　Sapporo免疫研究フォーラム賞受賞
- 1998年　持田記念研究助成金
- 2000年　内藤記念科学奨励金
- 2003年　大阪癌研究会研究奨励金
- 2003年　金原一郎記念基礎医学医療研究助成金
- 2004年　ノバルティス研究助成金